# Delta (lettera)
Delta (maiuscolo Δ, minuscolo δ) è la quarta lettera dell'alfabeto greco. La lettera maiuscola è di forma triangolare.  Nel greco moderno viene pronunciato /ð/, (come il th inglese di this) ma nel greco antico veniva pronunciato /d/. Nel sistema numerico del greco antico aveva un valore di 4.
La lettera deriva dalla lettera daled  dell'alfabeto fenicio ed è all'origine della D dell'alfabeto latino e della Д del cirillico.

## Gli usi

### Nel linguaggio
- Il delta di un fiume viene nominato così poiché la forma triangolare della foce ricorda quella della lettera delta maiuscola.

### In matematica
- La lettera delta maiuscola viene usata come simbolo per:
  - Una variazione o differenza finita tra valori matematici:

{\displaystyle m={y_{2}-y_{1} \over x_{2}-x_{1}}={\Delta y \over \Delta x}}
  - Un cambiamento macroscopico nel valore di una variabile matematica o scientifica.
  - Il discriminante delle equazioni di secondo grado:

{\displaystyle \Delta =b^{2}-4ac}
  - Nella teoria degli insiemi la scrittura {\displaystyle A\Delta B} indica la differenza simmetrica tra gli insiemi A e B.
  - L'operatore di Laplace o laplaciano nel calcolo differenziale vettoriale.

- La lettera delta minuscola viene usata come simbolo per:
  - Un cambiamento microscopico nel valore di una variabile matematica o scientifica.
  - Il Delta di Kronecker.
  - Il Delta di Dirac.

- Il delta capovolto viene chiamato nabla

### In fisica
- La lettera delta maiuscola Δ indica alcune delle particelle delta nella fisica delle particelle.
- Indica l'incertezza assoluta, relativa ecc...

Può anche indicare alcune variazioni.

### In chimica
- La lettera delta minuscola si utilizza per indicare la parziale carica elettrica di un dipolo.

### In musica
- La lettera delta maiuscola Δ indica l'accordo di 7 maggiore (ad esempio, Sol maj7 si può scrivere anche Sol Δ).

### In finanza
- La lettera delta maiuscola Δ indica il tasso di variazione del prezzo di un'opzione rispetto a una variazione unitaria del prezzo dell'attività sottostante.
- La lettera delta minuscola δ indica la forza di interesse.

### In aviazione
- Viene chiamata ala a delta un tipo di ala che ne ricorda la forma.